# Møgsterbrekka
Møgsterbrekka (norwegisch) ist ein Gletscherhang im ostantarktischen Königin-Maud-Land. In der Heimefrontfjella liegt er auf der Südseite des Bonnevie-Svendsenbreen.
Wissenschaftler des Norwegischen Polarinstituts benannten ihn 1987. Namensgeber ist Abelone Møgster (1883–1975), eine Widerstandskämpferin gegen die deutsche Besatzung Norwegens im Zweiten Weltkrieg, die gemeinsam mit ihrem Bruder britischen Agenten und norwegischen Verfolgten zur Flucht ins Vereinigtes Königreich verholfen hatte. 